# Marfiles de Acemhöyük

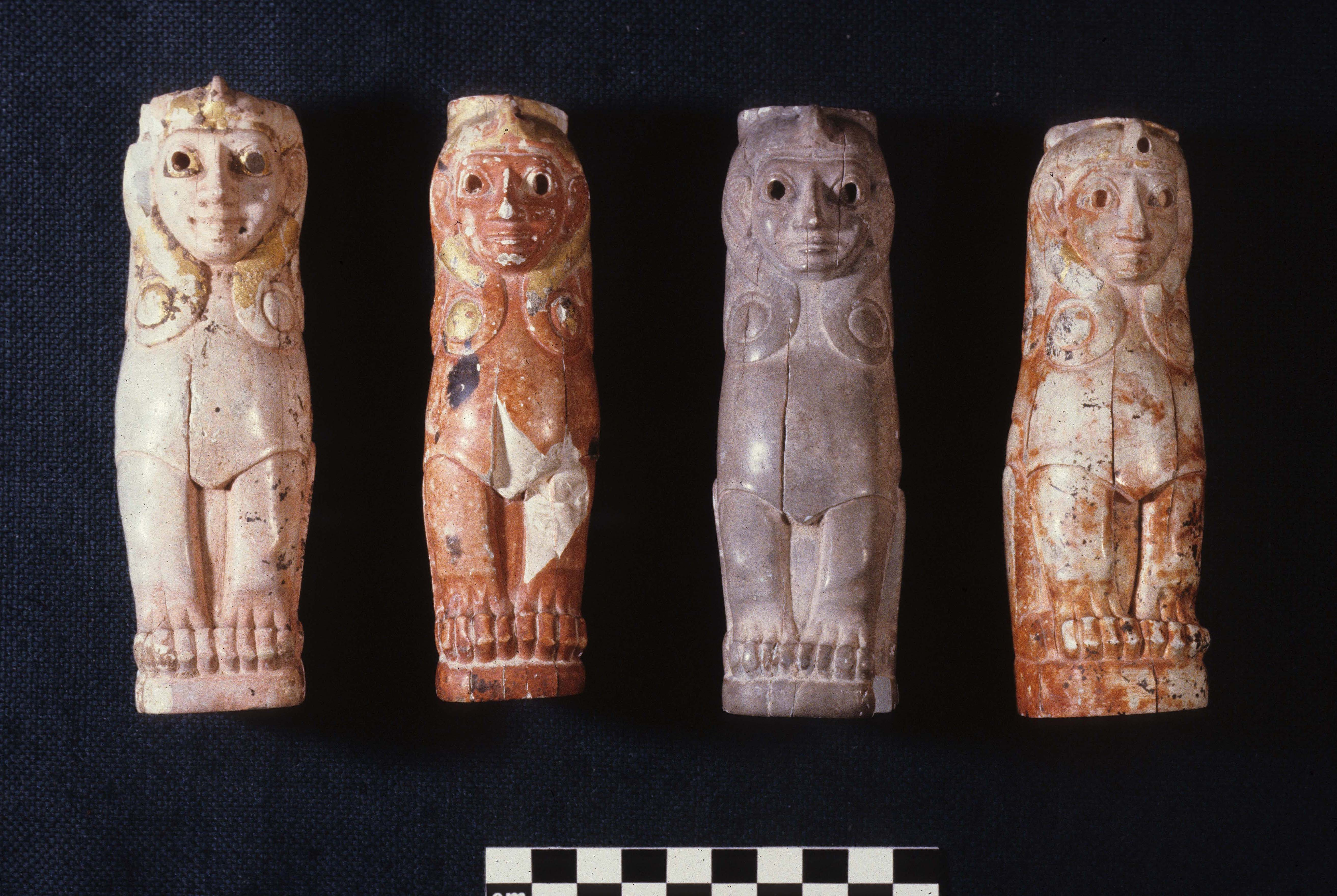
Cuatro esfinges de marfil de Acemhöyük, Turquía. Marfiles de Pratt, Museo Metropolitano de Arte.

Los Marfiles de Acemhöyük, también conocidos como los Marfiles de Pratt, son una colección de accesorios para muebles producidos en Anatolia a principios del segundo milenio a. C. Fueron donados al Museo Metropolitano de Arte entre 1932 y 1937 por la familia George D. Pratt. El grupo representa uno de los más importantes ensamblajes de accesorios para muebles del antiguo Oriente Próximo. En particular, un conjunto conservado de cuatro esfinges, tres patas de león, un halcón y dos gacelas recostadas, constituyen la evidencia más antigua y completa de una silla o trono de lujo del mundo antiguo. Muchas de las otras piezas del grupo probablemente pertenecían a un número de pequeños objetos decorativos.

## Adquisición e interpretación
Ninguno de los artículos regalados en estas donaciones fueron excavados científicamente. Más bien, fueron comprados en el mercado de arte para la extensa colección de arte personal de los Pratt. La familia Pratt donaron posteriormente las piezas de marfil al Museo Metropolitano de Arte en una serie de cuatro donaciones que tuvieron lugar entre 1932 y 1937. Las piezas también fueron acompañadas por numerosos sellos de arcilla, objetos de terracota, platos y figurillas.

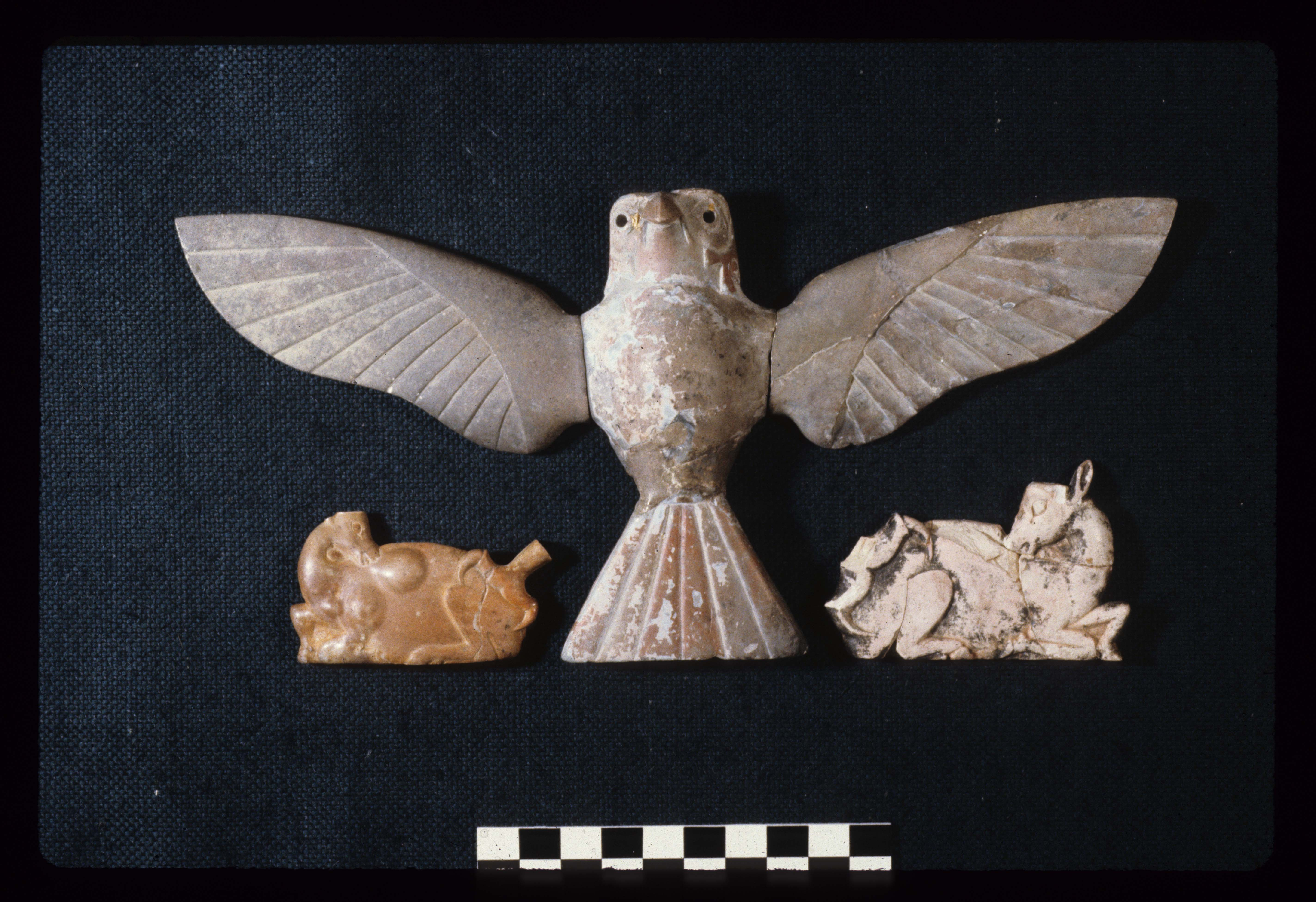
Halcón y gacelas de Acemhöyük en marfil, Turquía. Marfil de Pratt, Museo Metropolitano de Arte

Dos de las esfinges de marfil y una placa con un león sentado se dieron en la primera donación en 1932. En esa época, las esfinges se interpretaban como «pequeñas patas de taburete de marfil» que habían sido fabricadas por un artesano fenicio o sirio para el mercado asirio. Esta evaluación se basó en gran medida en su parecido con las piezas descubiertas en las excavaciones de la capital asiria, Nimrud. Esta comparación sugiere una fecha de fabricación a principios del primer milenio a. C.
De 1936 a 1937, tras la muerte de su marido, la sra. Pratt donó otras numerosas piezas de marfil en tres grupos sucesivos, aportando finalmente sesenta y seis objetos de marfil, además de las tres obras donadas en 1932. Si bien se reconocieron inmediatamente como accesorios y decoración de los muebles, los estudiosos siguieron debatiendo el origen y la fecha de su producción. En 1936, M.S. Dimand, conservador del Museo, cuestionó la evaluación inicial de las obras, fechándolas a finales del segundo milenio, alrededor del siglo XIII o XII a. C., y asignando su producción a un «desconocido centro de arte arameo en el norte de Siria».

## Acemhöyük
Aproximadamente tres décadas más tarde, las excavaciones en Acemhöyük, en Turquía, proporcionaron una respuesta concluyente a la cuestión de la fecha y el origen de los marfiles. Dirigidas por Nimet Özgüç, las excavaciones en el sitio comenzaron en 1962, revelando dos edificios monumentales que datan de principios del II milenio a. C. Una de estas estructuras, en la región sudoriental del montículo, se denominó palacio de Sarikaya. Originalmente constaba de unas cincuenta habitaciones antes de ser destruido por un gran incendio. Las excavaciones de sus habitaciones revelaron numerosas bullae de arcilla, que habían sido horneadas por la conflagración. Estos sellados podrían estar relacionados con figuras históricas conocidas, lo que ayudó a proporcionar una fecha para el palacio a finales del siglo XIX y XVIII a. C.
En 1965, las excavaciones revelaron otros hallazgos importantes. En la sala NA-OA/46, situada en la zona oeste del palacio, se descubrió un pequeño grupo de artículos de lujo. Este grupo incluía varios objetos de marfil. Una de ellas era un ala, que coincidía con las que se veían en el halcón de Pratt. Se entendería que una de las alas presentadas en el halcón era de hecho una réplica producida por el museo, y que el ala de Acemhöyük de hecho pertenecía a la pieza. Otros artículos encontrados eran estilísticamente comparables a los marfiles de Pratt, incluyendo un león de marfil y paneles con diseños de rosetas y guilloches. También se descubrieron bullae de arcilla que coincidían con las de la colección de Pratt. Además, investigaciones posteriores de Machteld Mellink descubrieron una fotografía de un anticuario de Antakya, que mostraba dos de las esfinges de Pratt. Según se informa, éstas venían de Aksaray, una ciudad cerca de Acemhöyük donde los artículos saqueados del sitio a menudo eran traídos para ser vendidos. Todas estas pruebas demostraron efectivamente que el ensamblaje se originó en este sitio, que habían sido retirados ilícitamente para su venta en el mercado de antigüedades. La fecha y el origen de las piezas se entienden ahora como del siglo XIX al XVIII a. C. y de producción anatoliana.

## Reconstrucción de la silla de marfil de Simpson

Reconstrucción de la silla de marfil de Acemhöyük, Turquía, vista frontal. Dibujo de la arqueóloga Elizabeth Simpson.

### Forma
Aunque los marfiles de Pratt no pueden ser comprendidos en su totalidad debido a la pérdida de su contexto arqueológico, Elizabeth Simpson, a través de un profundo análisis de las esfinges y las patas de león determinó que las piezas eran originalmente parte de lo que había sido un trono o silla baja. Su reconstrucción de la obra, basada en una investigación cercana de la construcción de los marfiles, revela una silla con patas formadas por las esfinges y las patas de león. Las esfinges son el elemento más bajo, tocando el suelo y soportando el peso de la silla. Las patas de león descansan encima de éstas, mirando hacia delante. Las dos esfinges delanteras también miran hacia el frente, mientras que las que forman las patas traseras miran hacia los lados. El resto de la silla, incluyendo la estructura, el asiento, los respaldos y las camillas para su transporte, se habría hecho de madera fina.

Reconstrucción de la silla de marfil de Acemhöyük, Turkey, vista lateral. Dibujo realizado por Elizabeth Simpson.

Es probable que los paneles de halcón y gacela, entre otros, decoraran el respaldo de la silla, de acuerdo con los ejemplos vistos en la Dinastía XVIII de Egipto. Otros paneles de Pratt con rosetas y motivos de guilloches pueden haber sido incorporados originalmente en el diseño de la silla, pero desafortunadamente es imposible determinar su disposición exacta. Suntuosos cojines textiles en el asiento habrían completado el efecto de lujo.

### Color
El examen de las piezas de marfil también reveló rastros de dorado e incrustaciones, lo que indica que la silla estaba adornada con oro, plata y piedras preciosas o semipreciosas. Basado en esta evidencia, las esfinges parecen haber tenido ojos oscuros e incrustados y fueron decoradas con oro aplicado y (quizás) pan de plata. Las plataformas bajo las patas del león parecen haber sido doradas. Los rastros de plata en el halcón sugieren que también alguna vez fue decorado. Es posible que áreas aún más extensas que las sugeridas por los rastros restantes fueran una vez doradas, pero que el fuego alcanzó temperaturas lo suficientemente altas como para quemar gran parte del metal.

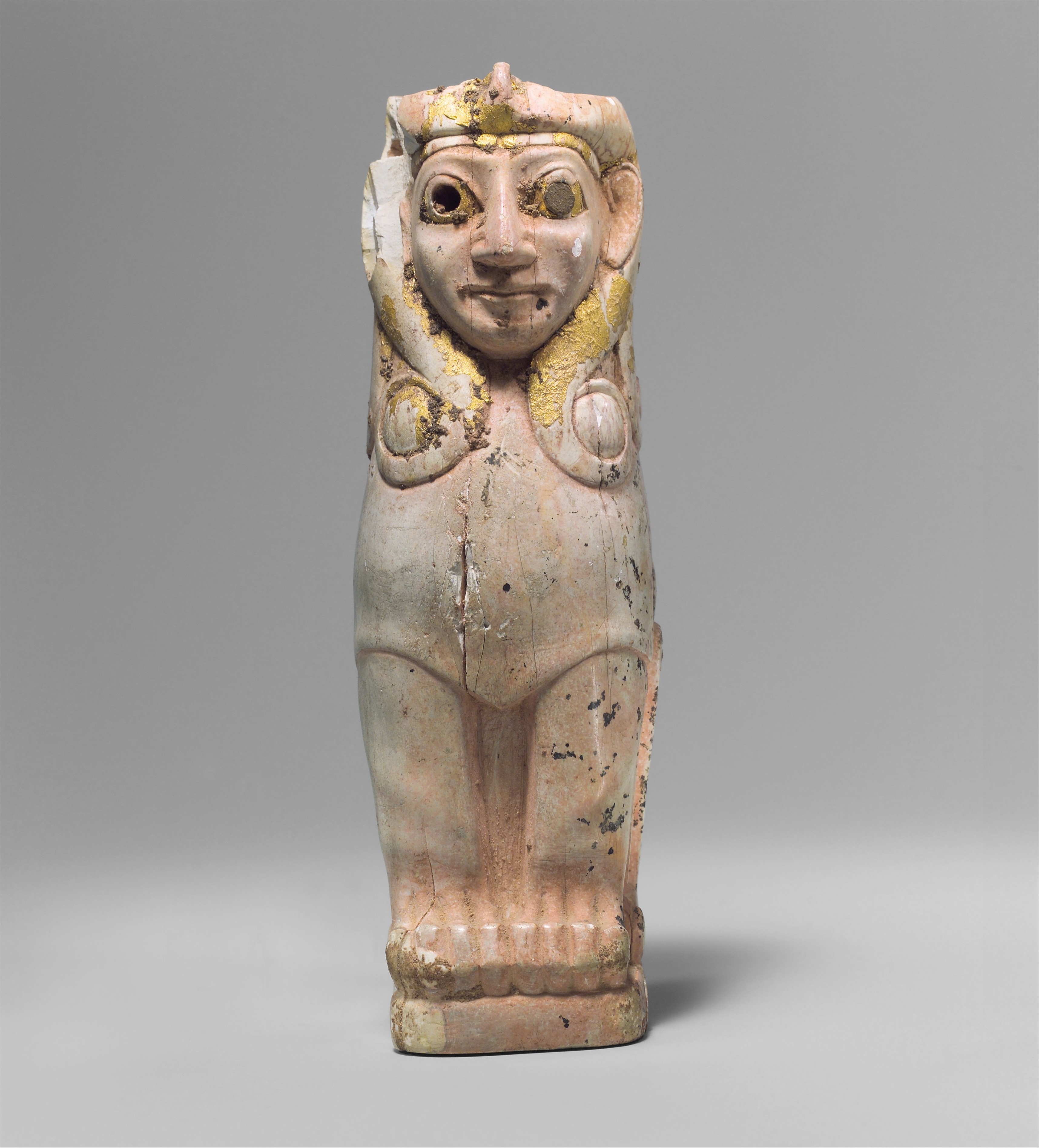
Muebles de soporte-esfinge femenina con rizos estilo Hathor de Acemhöyük, Turquía. Pratt Ivories, Museo Metropolitano de Arte.

El color de las esfinges y las patas de los leones también se comentan frecuentemente en la erudición de los marfiles. Las variaciones de color se producen entre las piezas —gris, rosa, naranja y rojo—, dando lugar a piezas que coinciden en la forma pero no en el color. Estas disparidades son el resultado de las condiciones variables —es decir, el nivel de oxígeno— en el incendio que destruyó el palacio. Los marfiles fueron cubiertos con un cubrimiento de arcilla rica en óxido de hierro, que reaccionó a estas condiciones particulares, resultando los cambios de color.

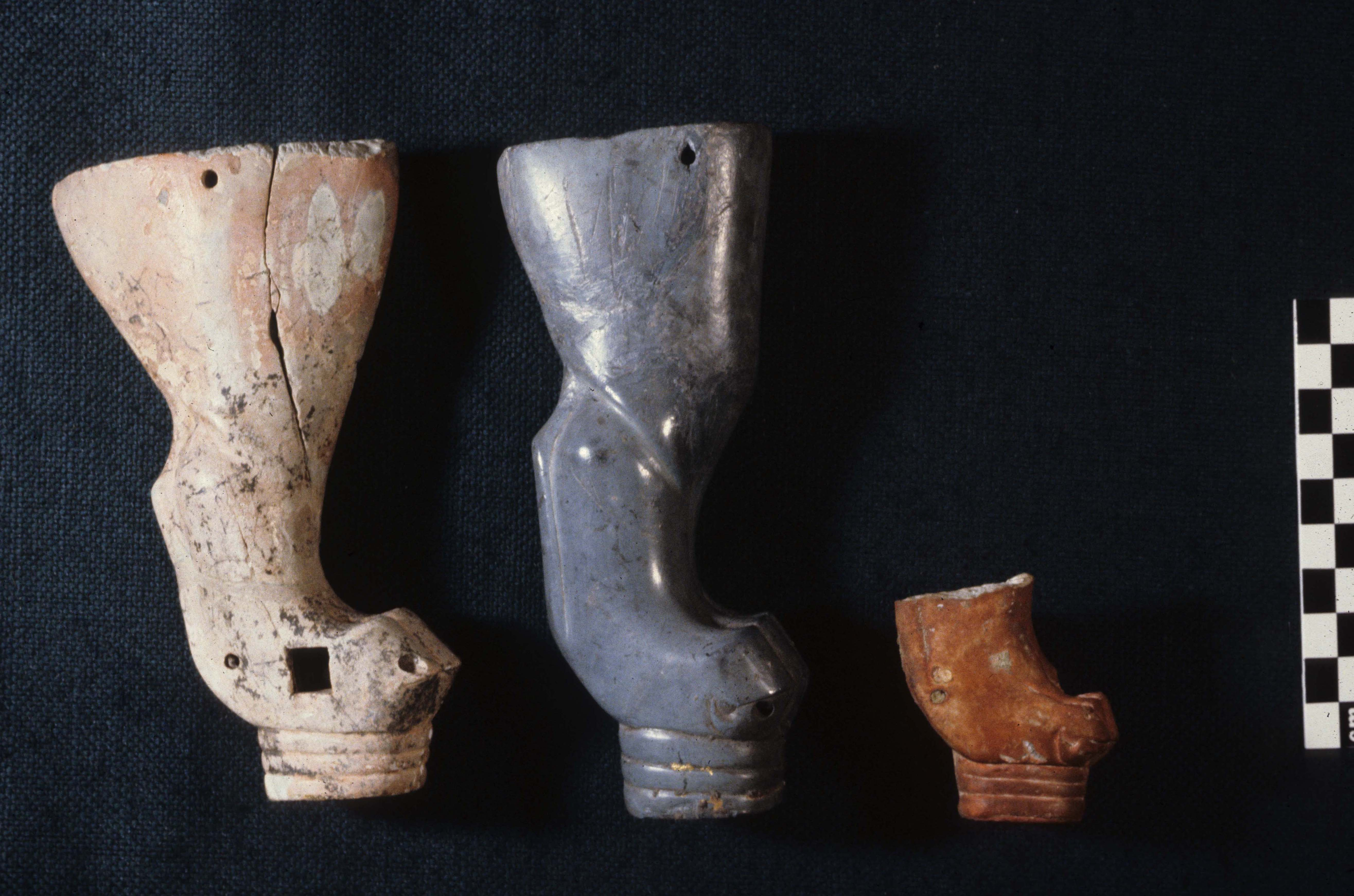
Tres patas de león de marfil de Acemhöyük, Turquía. Marfil de Pratt, Museo Metropolitano de Arte.

El por qué los marfiles fueron cubiertos por este cubrimiento es otra pregunta. Es posible que la arcilla se aplicara para actuar como un bol, para ayudar en la aplicación y el bruñido con la hoja de pan de oro. Simpson señala, sin embargo, que el cubrimiento se produce en la parte inferior y posterior de las piezas, que no habrían sido doradas. El marfil rojo es también una forma decorativa atestiguada en los textos de la época, que los estudiosos han interpretado como que el marfil se teñía a menudo de un color rojizo. Tal vez en este caso, el cubrimiento desempeñaba dos funciones, como un bol para el dorado aplicado, y como un colorante para las áreas expuestas de marfil.